# Fritz Thümmler
Fritz Thümmler (* 22. Mai 1924 in Dresden; † 5. Februar 2022 in Karlsruhe) war ein deutscher Werkstoffwissenschaftler.

## Leben
Fritz Thümmler wurde am 22. Mai 1924 in Dresden geboren, wo er auch die Schule besuchte, die er im Jahr 1942 mit dem Abitur abschloss. Im selben Jahr begann er an der Technischen Hochschule Dresden (TH Dresden) ein Chemiestudium, welches durch seinen Kriegsdienst von Juni 1944 bis Mai 1945 unterbrochen wurde. Nach Kriegsende arbeitete er in Dresden zunächst für zwei Jahre bei der British American Tobacco, bevor er sein Studium wieder aufnahm und dieses 1948 mit einem Diplom in Anorganischer Chemie abschloss. Von 1948 bis 1954 war er am Institut für Werkstoffkunde der TH Dresden als wissenschaftlicher Mitarbeiter beschäftigt und erhielt 1953 seinen Doktortitel für seine Arbeiten in der Pulvermetallurgie. Von 1954 bis 1956 arbeitete er zunächst als Forschungsgruppenleiter im Hartmetallwerk Immelborn und danach bis 1961 am Zentralinstitut für Kernphysik in Rossendorf an Nuklearbrennstoffen und Auskleidungsmaterialien. Wenige Wochen vor der Errichtung der Berliner Mauer verließ Thümmler 1961 mit seiner Familie die DDR, um eine Stelle am Stuttgarter Max-Planck-Institut für Metallforschung als Forschungsgruppenleiter anzutreten. 1964 wurde er zum Professor an der Technischen Hochschule Karlsruhe ernannt, wo er bis zu seiner Emeritierung im Jahr 1991 blieb. Zugleich wurde Thümmler 1964 Direktor am Institut für Materialforschung am Kernforschungszentrum Karlsruhe, einer Stelle, die er bis 1987 innehatte.

## Werk
Fritz Thümmler war Autor oder Koautor verschiedener Bücher zu den Themen Pulvermetallurgie und Reaktormaterialien, veröffentlichte mehr als 300 wissenschaftliche Artikel zur Pulvermetallurgie und technischen Keramiken sowie verschiedene Patente unter anderem zu Hartmetall und Sinterstahl.

## Auszeichnungen
- 1985: Bundesverdienstkreuz[1]
- 1987: Skaupy-Preis[1]